# Plage Paul Thomas
La plage Paul Thomas ou plage Bosco est une plage de sable ocre située au sud de Deshaies, en Guadeloupe.

## Description
La plage Paul Thomas, longue de 158 m, se situe au sud de Deshaies, entre la pointe Paul Thomas et la pointe du Morne aux Fous.  
Plage isolée, à l'écart des routes, il s'agit d'une plage familiale peu fréquentée. Il faut en effet emprunter à pieds une ancienne route durant environ 500 m pour s'y rendre ou y venir directement par la mer. 
La ravine Paul Thomas, souvent asséchée, s'y jette. 

## Galerie

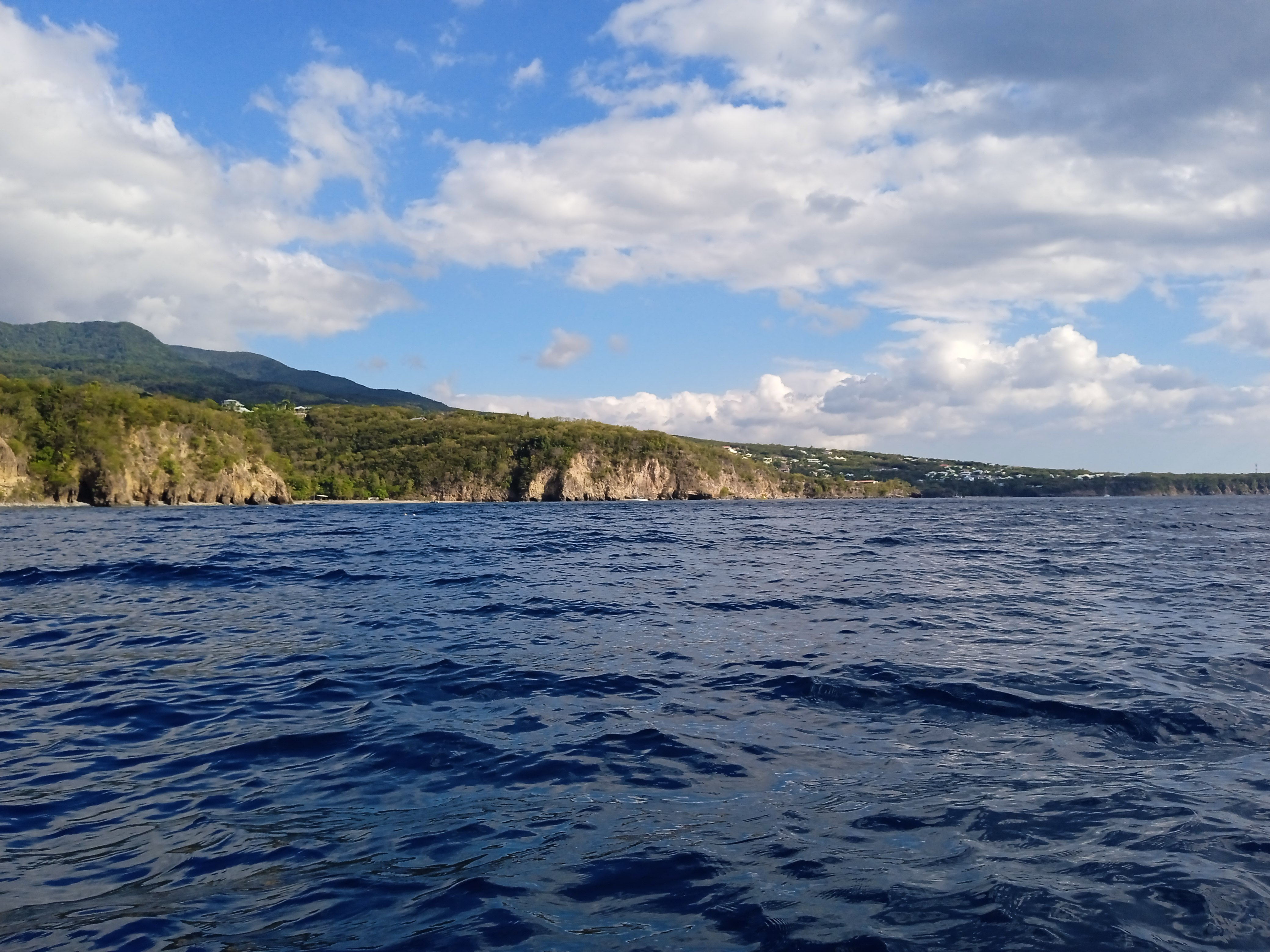
Arrivée à la plage Paul Thomas par la mer.
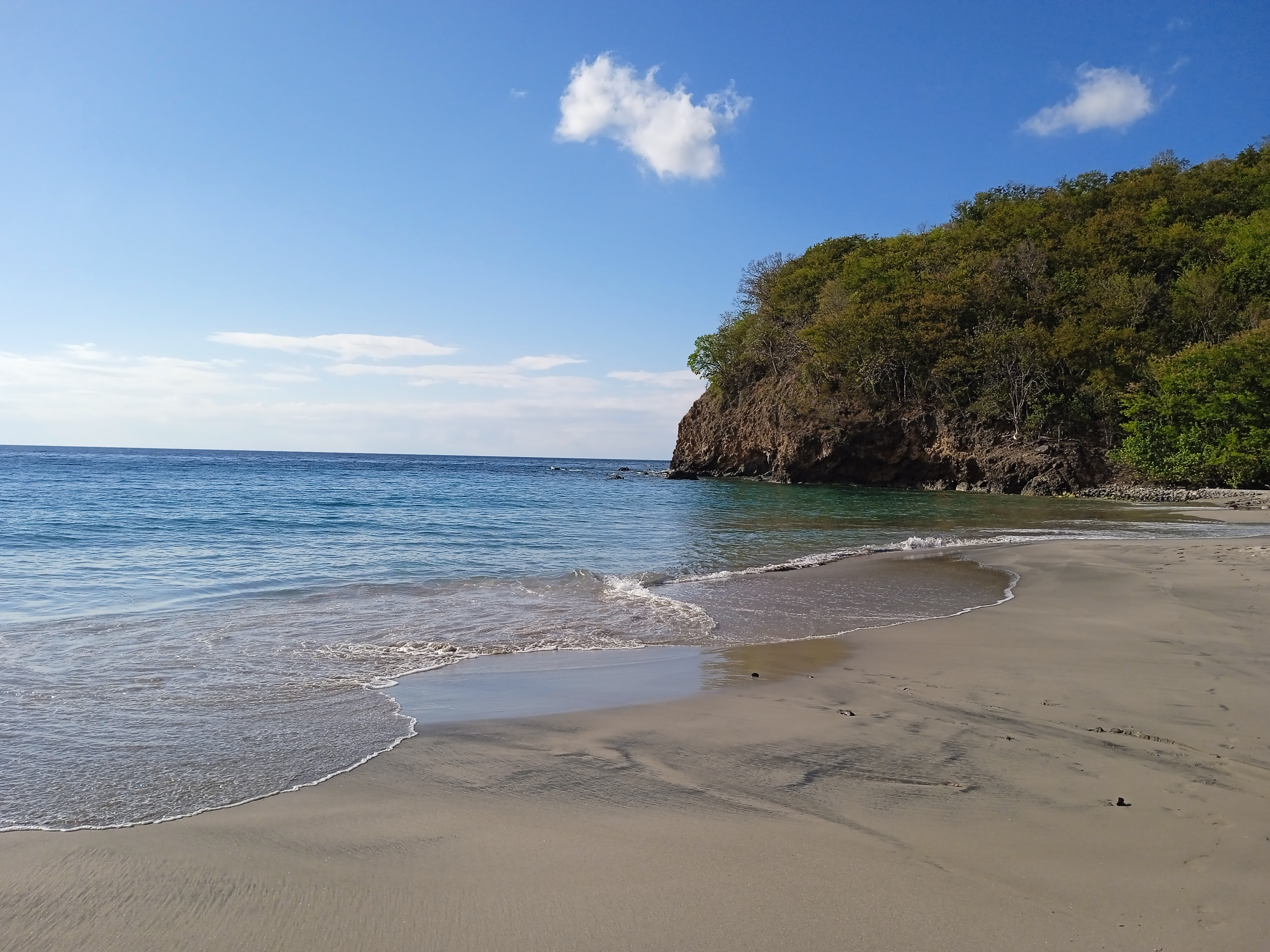
Plage Paul Thomas, rive droite.
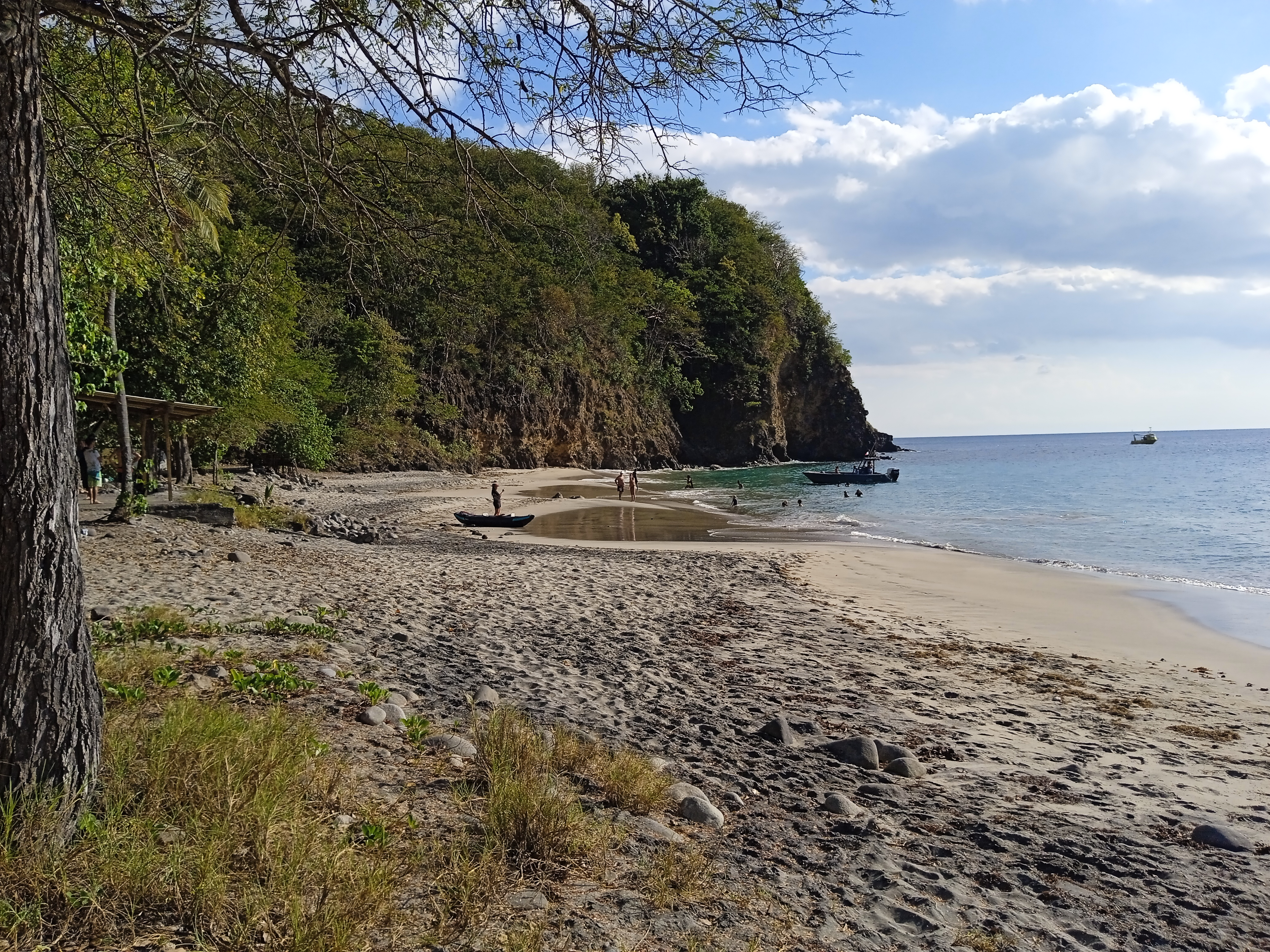
Plage Paul Thomas, rive gauche.
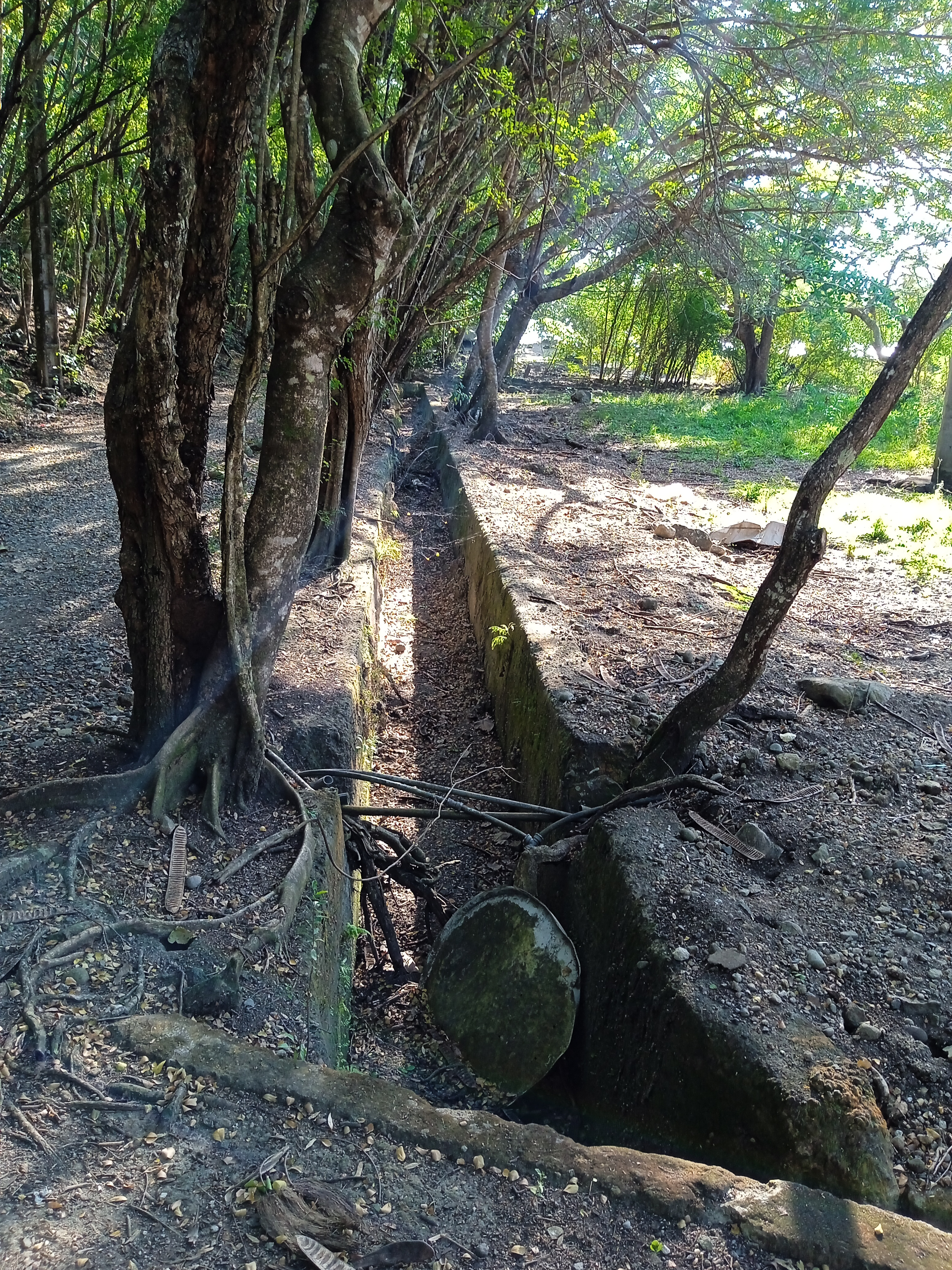
Un canal d'écoulement rejoignant la ravine Paul Thomas.